# Arc venos jugular
Chiar deasupra sternului cele două vene jugulare anterioare comunică printr-un trunchi transversal, arcul venos jugular, care primește afluenți venele tiroidiene inferioare; fiecare comunicând și cu venele jugulare interne.
Nu există valve în această venă.